# مارتا نیل
مارتا نیل (انگلیسی: Martha Kneale; ۱ ژانویهٔ ۱۹۰۹ – ۲ دسامبر ۲۰۰۱) فیلسوف اهل بریتانیا بود.

## زندگی و کار
مارتا نیل با نام اصلی مارتا هرست در اسکیپتون، یورکشایر به‌دنیا آمد. مدرک لیسانس را در سال ۱۹۳۳ از کالج سامرویل، آکسفورد دریافت کرد. از سال ۱۹۳۶ تا ۱۹۶۶ معلم و همکار فلسفه در کالج لیدی مارگارت هال، دانشگاه آکسفورد بود.
مارتا در سال ۱۹۳۸ با ویلیام نیل ازدواج کرد. آنها دو فرزند داشتند. او یکی از اولین زنان در دانشگاه آکسفورد بود که پس از ازدواج توانست بورسیه خود را حفظ کند.
نیل بیشتر به خاطر کتاب توسعه منطق که در سال ۱۹۶۲ که با همسرش ویلیام نوشت، شناخته شد. او فصول منطق یونان باستان را نوشت. او همچنین روی فلسفه مدرن اولیه، به ویژه لایبنیتس و اسپینوزا و مفاهیم متافیزیکی اندیشه آن‌ها کار کرد. او همچنین به فراروان‌شناسی علاقه‌مند بود و تعدادی مقاله در این زمینه نوشت.
مارتا از سال ۱۹۷۱ تا ۱۹۷۲ رئیس انجمن ارسطویی بود.